# Смирнов, Александр Александрович (депутат)
Алекса́ндр Алекса́ндрович Смирно́в (26 апреля 1958, Коканд, Ферганская область — 21 июля 2021, Кисловодск, Ставропольский край) — российский государственный и политический деятель, депутат Государственной думы 6 созыва (фракция ЛДПР), вице-губернатор Петербурга (2000-2003).
Кандидат экономических наук (1998), капитан 1-го ранга запаса.

## Биография

### Образование
В 1977 г. окончил Рязанский техникум электронных приборов.
В 1982 г. окончил Высшее военно-морское училище им. Фрунзе (г.Ленинград) по специальности "инженер-гидрограф".
В 1998 г. защитил диссертацию на соискание степени кандидата экономических наук по специальности 05.13.10 "Управление в социальных и экономических системах" на тему "Рентные регуляторы в системе управления регионом".

### Карьера
1982—1993 гг. — служил офицером в ВС СССР.
1994—1996 гг. — эксперт, заместитель директора Государственного института проблем приватизации ГКИ в Санкт-Петербурге.
1996—1998 гг. — генеральный директор Балтийской агропромышленной компании (г. Санкт-Петербург).
1998-1999 гг. — доцент Кафедры государственного и муниципального управления Государственной инженерно-экономической академии (г. Санкт-Петербург).
1999 г. — заместитель председателя комитета по управлению городским имуществом г. Санкт-Петербурга.
1999—2000 гг. — Председатель комитета по содержанию жилищного фонда Санкт-Петербурга.
2000—2003 гг. — вице-губернатор Санкт-Петербурга. Курировал три блока деятельности администрации города: жилищно-коммунальное хозяйство (Комитет по содержанию жилищного фонда), благоустройство и дорожное хозяйство (Комитет по благоустройству и дорожному хозяйству), энергетика (Комитет по энергетике и инженерному обеспечению).
2003—2005 гг. — вице-президент инвестиционно-строительной финансово-промышленной группы РОССТРО (г. Санкт-Петербург).
2005—2010 гг. — директор дирекции строящихся дорог в Центральном регионе России (ДСД «Центр») (г. Москва).
2011—2012 гг. —заместитель директора ОАО ЛЕНЖИЛНИИпроект (г. Санкт-Петербург).

### Депутат ГД
26 декабря 2012 года получил мандат сложившей депутатские полномочия Василины Кулиевой. На первом заседании весенней сессии 2013 г. представление А.А. Смирнова запомнилось конфузом Председателя Госдумы VI созыва С.Е. Нарышкина, который решил пожелать хорошей работы новому депутату от ЛДПР и оговорился: «В работе палаты принимает участие депутат Госдумы шестого созыва Александр Смирнов. Региональная группа, город Санкт-Петербург. Либерально-демократическая партия «Единая Россия», – сказал председатель Госдумы, которого тут же поправили.
С 26 декабря 2012 г. по 20 июня 2014 г. - член Комитета по жилищной политике и жилищно-коммунальному хозяйству;
С 21 июня 2014 г. по 17 сентября 2016 г. - член Комитета по транспорту.
За время своих депутатских полномочий выступил инициатором ряда законопроектов в сферах жилищной, транспортной и энергетической политики.
Список внесенных законопроектов:
- 999761-6 О внесении изменений в статью 222 части первой Гражданского кодекса Российской Федерации (уточнение правил о самовольной постройке)
- 812244-6 О внесении изменения в статью 37 Федерального закона "Об автомобильных дорогах и о дорожной деятельности в Российской Федерации и о внесении изменений в отдельные законодательные акты Российской Федерации" (о согласовании маршрутов альтернативного бесплатного проезда транспортных средств с владельцами автомобильных дорог)
- 826280-6 О внесении изменения в статью 36 Федерального закона "Об автомобильных дорогах и о дорожной деятельности в Российской Федерации и о внесении изменений в отдельные законодательные акты Российской Федерации" (о запрете использования на платной основе участков дорог, построенных для объезда населенных пунктов)
- 218991-6 О внесении изменений в отдельные законодательные акты Российской Федерации в части государственного регулирования перевозок пассажиров и багажа по заказам автомобильным транспортом
- 937952-6 О внесении изменений в Налоговый кодекс Российской Федерации в части отмены транспортного налога
- 387369-6 О внесении изменений в Жилищный кодекс Российской Федерации и отдельные законодательные акты Российской Федерации (в части определения понятия социальной нормы потребления коммунальных услуг)
- 654649-6 О внесении изменения в статью 179 Жилищного кодекса Российской Федерации
- 986339-6 О внесении изменений в Жилищный кодекс Российской Федерации
- 298242-6 О внесении изменений в Жилищный кодекс Российской Федерации
- 981174-6 О внесении изменений в Бюджетный кодекс Российской Федерации
- 405690-6 О внесении изменений в Федеральный закон "Об электроэнергетике" и статью 27 Федерального закона "Об энергосбережении и о повышении энергетической эффективности и о внесении изменений в отдельные законодательные акты Российской Федерации" (в части исключения положений о предоставлении органам государственной власти и органам местного самоуправления права введения социальных норм потребления населением энергетических ресурсов)
- 849447-6 О внесении изменений в статьи 31 и 31.1 Федерального закона "Об автомобильных дорогах и о дорожной деятельности в Российской Федерации и о внесении изменений в отдельные законодательные акты Российской Федерации" (о порядке движения по автомобильным дорогам транспортного средства, осуществляющего перевозку вооружения и военной техники)
- 538404-6 О внесении изменений в отдельные законодательные акты Российской Федерации (в части введения запрета на предоставление гостиничных услуг в жилых помещениях многоквартирных домов)
- 382627-6 О внесении изменения в статью 182 Жилищного кодекса Российской Федерации (в части привлечения подрядных организаций для оказания услуг и (или) выполнения работ по капитальному ремонту многоквартирного дома на конкурсной основе)
- 357434-6 О внесении изменения в статью 180 Жилищного кодекса Российской Федерации (в части установления запрета на осуществление региональным оператором предпринимательской деятельности)
- 285514-6 О внесении изменений в Жилищный кодекс Российской Федерации (в части расширения круга лиц, являющихся владельцами специального счета, и кредитных организаций, в которых может быть открыт специальный счет)
- 255154-6 О внесении изменений в статью 14 Федерального закона "О Фонде содействия реформированию жилищно-коммунального хозяйства" (в части продления срока принятия субъектами Российской Федерации нормативных правовых актов, направленных на обеспечение проведения капитального ремонта)
- 357311-6 О внесении изменения в статью 157 Жилищного кодекса Российской Федерации
- 276612-6 О внесении изменения в статью 11.23 Кодекса Российской Федерации об административных правонарушениях
- 295017-6 О внесении изменений в статью 17.1 Кодекса Российской Федерации об административных правонарушениях и статью 287 Уголовного кодекса Российской Федерации
- 283023-6 О внесении изменений в Федеральный закон "О Фонде содействия реформированию жилищно-коммунального хозяйства"

#### Смерть
21 июля 2021 г. скончался в г. Кисловодск Ставропольского края после продолжительной болезни. Похоронен 24 июля 2021 г. на Токсовском кладбище (пгт. То́ксово, Всеволожский район Ленинградской области).